# Nyandarua County
Nyandarua County is een county en voormalig Keniaans district in de voormalige provincie Kati. Het district telt 479.902 inwoners (1999) en heeft een bevolkingsdichtheid van 145 inw/km². Ongeveer 4,0% van de bevolking leeft onder de armoedegrens en ongeveer 34% heeft beschikking over elektriciteit. Hoofdplaats is Ol Kalou.
Het district ontleent zijn naam aan de Aberdare-bergen, die in het Gikuyu "Nyandarua" heten.